# Mu'in al-Din Sulayman
Muʿīn al-Dīn Sulaymān ( o, in turco Muineddin Süleyman, detto Pervâne o Parwâna; fl. XIII secolo) è stato uno dei più influenti vizir della dinastia selgiuchide del Sultanato di Rum.

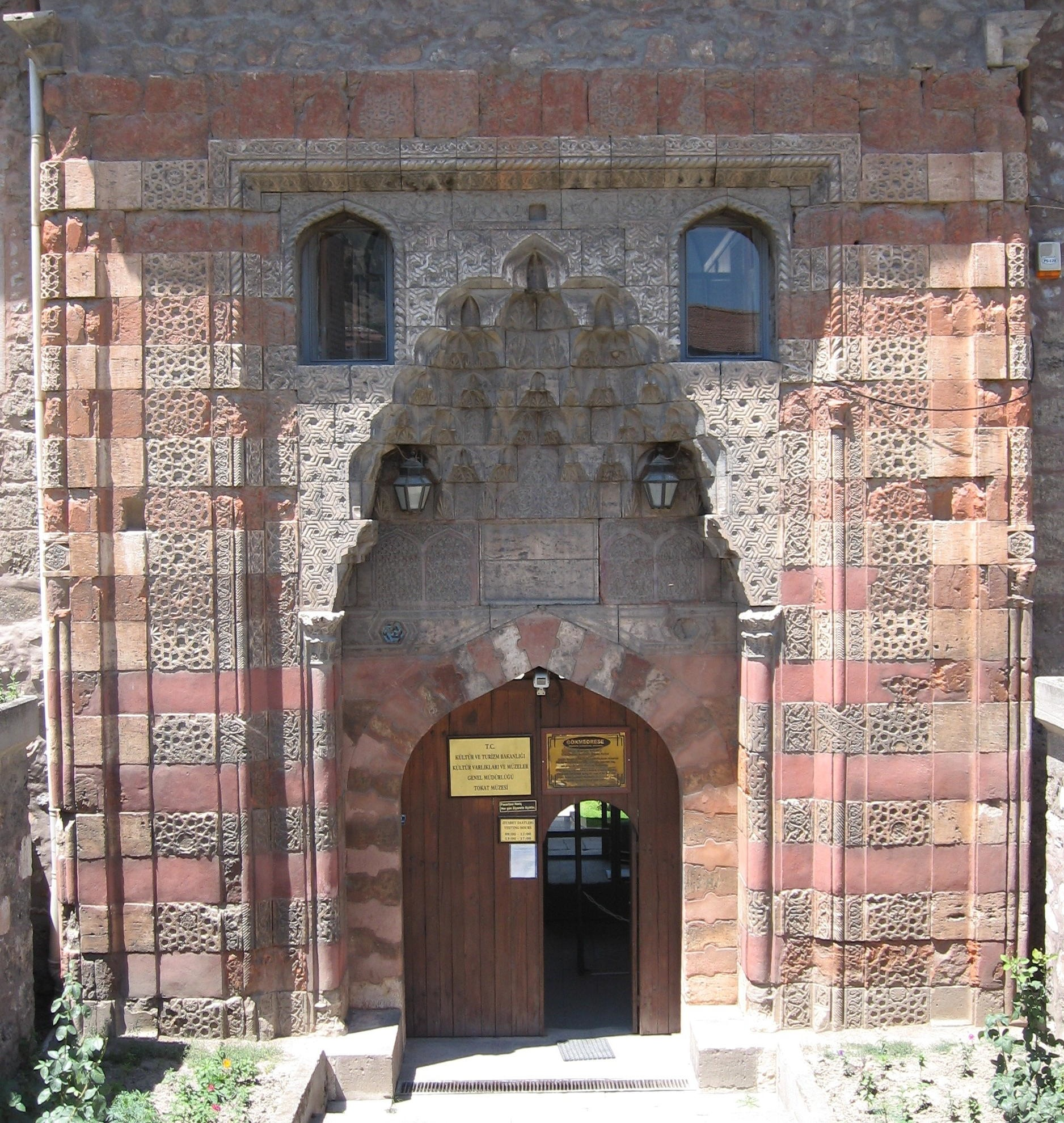
Ingresso della scuola teologica Gök Medrese (Madrasa Celeste) a Tokat, costruita verso il 1270.

Fra il 1261 e il 1277 svolse un ruolo fondamentale nella politica in Anatolia tra il Sultanato di Rum, i Mongoli Ilkhanidi e i Mamelucchi Bahri, durante il sultanato di Baybars.
La sua morte ha ispirato numerosi poeti. Secondo la tradizione mevlevi (i dervisci roteanti ) sarebbe stato assai vicino al mistico Gialal al-Din Rumi

## Biografia
Nel 1237, il Sultano di Rum Kay Khusraw II si sposò in terze nozze con Thamar, la figlia della regina della Georgia Rusudan e nipote del Sultano selgiuchide Tuğrul II. Il padre di Thamar s'era convertito al Cristianesimo Ortodosso per sposare Rusudan. Ella si convertì all'Islam e divenne Gürcü Hatun (o Ghurji Khatun). Queste nozze dovevano assicurare la pace fra la Georgia e i Selgiuchidi d'Anatolia.
Nel 1243, dopo la vittoria del generale mongolo Bayju nella battaglia di Köse Dağ, Kay Khusraw II dovette sottomettersi ai Mongoli. Muhadhdhab al-Dīn, il padre di Muʿīn al-Dīn Sulaymān, era all'epoca il vizir del Sultano selgiuchide. Avendo ricevuto un'ottima educazione, Muʿīn al-Dīn Sulaymān divenne governatore di Tokat e più tardi di Erzincan, sostenuto in ciò dal generale mongolo Bayju.
Alla sua morte nel 1246, Ghiyāth al-Dīn Kay Khusraw II lasciò tre figli e una figlia, avuti da tre spose differenti:
- ʿIzz al-Dīn Kay Kāʾūs, nato verso il 1234-35, succedette al padre nel 1246. Era il figlio della prima sposa del padre, una greca figlia di un pope, che sposò in seconde nozze il vizir Shams al-Dīn al-Isfahānī.[3] Nel 1237 Kay Kāwus II sposò Gürcü Hatun (Thamar), che divenne la sposa favorita.
- Rukn al-Dīn Qilij Arslān, nato verso il 1236-37. Era figlio della seconda sposa turca di Kay Khusraw e ambiva succedere al padre.[3]
- ʿAlāʾ al-Dīn Kay Qubād era nato verso il 1239-40. Era lui che suo padre aveva scelto come successore ma i suoi fratelli maggiori l'avevano allontanato dal potere grazie alla sua troppo giovane età al momento in cui il comune padre era morto. Era figlio della terza sposa, e favorita, di Kay Khusraw, Gürcü Hatun.[3]
- Una figlia avuta dalla terza moglie di Kay Khusraw II.[3]

Questi tre figli erano minori alla morte del loro padre, avendo tra i 7 e i 12 anni. La reggenza fu assicurata dal vizir Shams al-Dīn al-Isfahānī. Quest'ultimo divenne molto influente grazie alle sue nozze con la vedova greca di Kay Khusraw, madre di Kay Kawus. Shams al-Dīn al-Isfahānī favorì suo genero, che appariva al momento come l'unico erede del padre. Muʿīn al-Dīn Sulaymān prese invece le parti di Rukn al-Dīn Qilij Arslān.
Il Gran Khan Güyük attribuì il trono a Qilij Arslan IV, che era andato a rendergli visita fino in Mongolia, preferendolo al fratello Kay Kâwus II. Allo stesso tempo Güyük fissò il tributo annuale dei Selgiuchidi: 1.200.000 hyperpyron, 500 pezze di stoffa di seta e oro, 500 cavalli, 500 cammelli, 5.000 capi animali di piccola taglia e, inoltre, regali che raddoppiavano l'ammontare del tributo.
Nel 1254 il Gran Khan Möngke, che era succeduto a Güyük, decise che Kay Kâwus avrebbe regnato a occidente e che Qilij Arslân avrebbe regnato a oriente del fiume Kızılırmak. Su ordine di Möngke, suo fratello Hülägu passò l'Amu-Darya il 2 gennaio 1256. Sulla sponda persiana del fiume, ricevette l'omaggio dei rappresentanti dei suoi nuovi vassalli, fra cui i due Selgiuchidi, Kay Kâwus II e Qilij Arslan IV. Bayju, scontento del ritardo che Kay Kâwus aveva provocato nel versare il tributo dovuto, impegnò il Selgiuchide in combattimento e lo batté ad Aksaray (ottobre 1256). Kay Kâwus trovò rifugio presso l'Imperatore bizantino Teodoro II Lascaris. I Mongoli insediarono al suo posto Qilij Arslân. Kay Kâwus tornò poco dopo e finì col dividere il regno con suo fratello sulle basi di un arbitrato svolto dallo stesso Möngke. Bayju nominò Mu'în al-Dîn Sulayman  «Pervâne» presso Qilij Arslân IV.
In quanto vizir di Qilij Arslan IV, Mu'în al-Dîn Sulayman Pervâne prese la città di Sinope, che fino ad allora aveva fatto parte dell'Impero greco di Trebisonda e ne fece un suo personale feudo. Più tardi, Sinope diventerà la capitale dei suoi discendenti, i Pervâneoğulları.
Nel 1265, il Pervâne fu avvertito che il Sultano voleva sbarazzarsi di lui. Fece allora strangolare il Sultano ad Aksaray nel corso di un banchetto L'erede al trono, Ghiyâth al-Dîn Kay Khusraw fu nominato Sultano dal Pervâne, malgrado questi avesse appena tre anni. Il Pervâne fu tentato di elevare suo figlio di tre anni sul trono sultaniale. Preferì sposare la vedova di Qilij Arslan ed esercitare le funzioni di reggente di Ghiyâth al-Dîn Kay-Khusraw.
Il naufragio dello Stato selgiuchide incitò numerosi notabili turchi ad abbandonare la regione e a emigrare verso l'Egitto. Lì, costoro esortarono il Sultano mamelucco Baybars a intervenire contro i Mongoli. Assai probabilmente, lo stesso Pervâne fu segretamente all'origine di questi negoziati. Nel 1275, Baybars arrivò in Siria e il Pervâne lo dissuase dall'entrare in Anatolia centrale e lo indirizzò contro il Regno della Piccola Armenia in Cilicia. Leone III (Lewon III) re d'Armenia era anch'egli peraltro vassallo degli Ilkhanidi. Leone III scoprì che Baybars aveva l'intenzione d'invadere il Sultanato di Rum e avvertì del fatto il suo sovrano Abaqa a varie riprese. Abaqa non gli dette credito e accettò al contrario le rassicurazioni del Pervâne. Dal canto suo, Baybars pensò che la via migliore per conquistare l'Anatolia centrale fosse quella di passare attraverso la Cilicia. Era quello anche il mezzo per punire gli Armeni della loro collusione con i Crociati che egli doveva affrontare in Siria. Se Baybars saccheggiò la Cilicia, ciò avvenne non solo per punire gli Armeni, ma anche per privare i Mongoli d'una fonte di rifornimenti.
Nella primavera del 1277, Baybars penetrò nel Sultanato selgiuchide. Il 18 aprile sconfisse un esercito mongolo a Elbistan. Il Pervâne, che comandava il contingente selgiuchide, prese la fuga. Baybars fece un ingresso trionfale a Kayseri (23 aprile). Attese che il Pervâne lo raggiungesse, ma quest'ultimo, sfiduciato, si rifugiò a Tokat col giovane Sultano selgiuchide. Baybars tornò in Siria. Morì, si dice avvelenato, a Damasco quello stesso 1277. Alla notizia di questa disfatta, il khan mongolo Abaqa accorse in Anatolia (luglio 1277). Inflisse dure punizioni alle popolazioni musulmane. Si dice avesse fatto uccidere 200.000 persone ma su tale cifra pesa l'estrema inaffidabilità delle fonti, propense all'iperbole numerica). Allo stesso tempo Abaqa sospettò il Pervâne per non aver combattuto gli eserciti mamelucchi nella battaglia di Elbistan e per non aver avvertito i Mongoli dell'approssimarsi di Baybars. In un primo momento sembrò volerlo risparmiare ma davanti all'insistenza delle famiglie dei caduti nella battaglia di Elbistan, Abaqa fece giustiziare il Pervâne (2 agosto 1277).

## I successori
Il figlio del Pervâne, Mehmed Bey riprende il titolo di Pervâne ed il controllo dei possedimenti della famiglia attorno a Sinope. Attuò una politica prudente verso i Mongoli. La famiglia dei Pervâneoğulları mantiene il possesso della regione sino al 1322 quando il beylicato è unito al Belicato vicino dei Isfendiyaridi o Jandaridi (nome turco Candaroğulları).

## Retaggio culturale
Sinope
- La moschea detta di Alaeddein è stata edificata da Kay Qubadh I sul luogo di una precedente cattedrale. La moschea fu costruita dal Parvâne nel 1267. La corte ospita un mausoleo degli Isfendiyaridi.
- La moschea Alâiye, chiamata talora Pervâne Medrese data lo stesso anno.

Tokat
- Il Pervâne fece costruire quella che viene chiamata la Gök Medrese (madrasa celeste) nel 1277. All'origine era un ospedale e una scuola di medicina. Attualmente è un museo.
- A fianco si trovano i resti di un hammam di stile selgiuchide che viene attribuito al Pervâne, benché nessuna iscrizione possa attestarlo.

Merzifon
- Una moschea porta anch'essa il nome del Pervâne.

Kayseri
- Recenti scavi (2002) nel bazar di Kayseri hanno permesso di portare alla luce i resti di una madrasa attribuita al Pervâne.